# Сунжа
Су́нжа — річка в Північній Осетії, Чечні та Інгушетії, права притока річки Терек. Тече Терсько-Сунженською височиною.
- Довжина — 278 км,
- Сточище — 12 200 км².
- Середня витрата води у гирлі — 85,4 м³/сек
- Середня каламутність — 3800 г/м³

## Топоніми Су́нжи

### Ріки
- Терек
- Асса
- Аргун

### Міста
- Назрань
- Карабулак
- Грозний
- Гудермес    город Сунжа, Республика Ингушетия